# فريدريش بيندا
فريدريش بيندا (بالألمانية: Friedrich Benda)‏ (و. 1745 – 1814 م) هو ملحن، وعازف بيانو من ألمانيا، والتشيك، ولد في بوتسدام، يستخدم آلات كمان، وبيانو، توفي في برلين، عن عمر يناهز 69 عاماً.

## روابط خارجية
- فريدريش بيندا على موقع ميوزك برينز (الإنجليزية)